# هیوم سوک-هی
هیوم سوک-هی (انگلیسی: Hyun Sook-hee؛ زادهٔ ۳ مارس ۱۹۷۳) جودوکار اهل کره جنوبی بود.
از افتخارات وی میتوان به کسب مدال نقره وزن ۵۲- کیلوگرم جودو در بازی‌های المپیک تابستانی ۱۹۹۶ اشاره کرد.